# نووترویتسکویه (شهرستان چیشمینسکی، باشقیرستان)
نووترویتسکویه (انگلیسی: Novotroitskoye, Chishminsky District, Republic of Bashkortostan) یک شهرک در شهرستان چیشمینسکی در استان باشقیرستان کشور روسیه است.